# Semioruga M3
El M3 fue un transporte blindado de personal y un semioruga estadounidense ampliamente utilizado por los Aliados durante Segunda Guerra Mundial y en la Guerra Fría. Derivado del Semioruga M2, fue extensamente producido, con unas 15 000 unidades y más de 50 variantes fabricadas, la mayoría de las cuales fueron diseños temporales para diferentes propósitos.

Su diseño se basó en el semioruga Citroën-Kégresse. Tanto el M3 como sus variantes fueron suministrados al Ejército de los Estados Unidos, al Cuerpo de Marines, a la Mancomunidad Británica de Naciones y al Ejército Rojo, sirviendo en la mayoría de frentes durante la guerra.

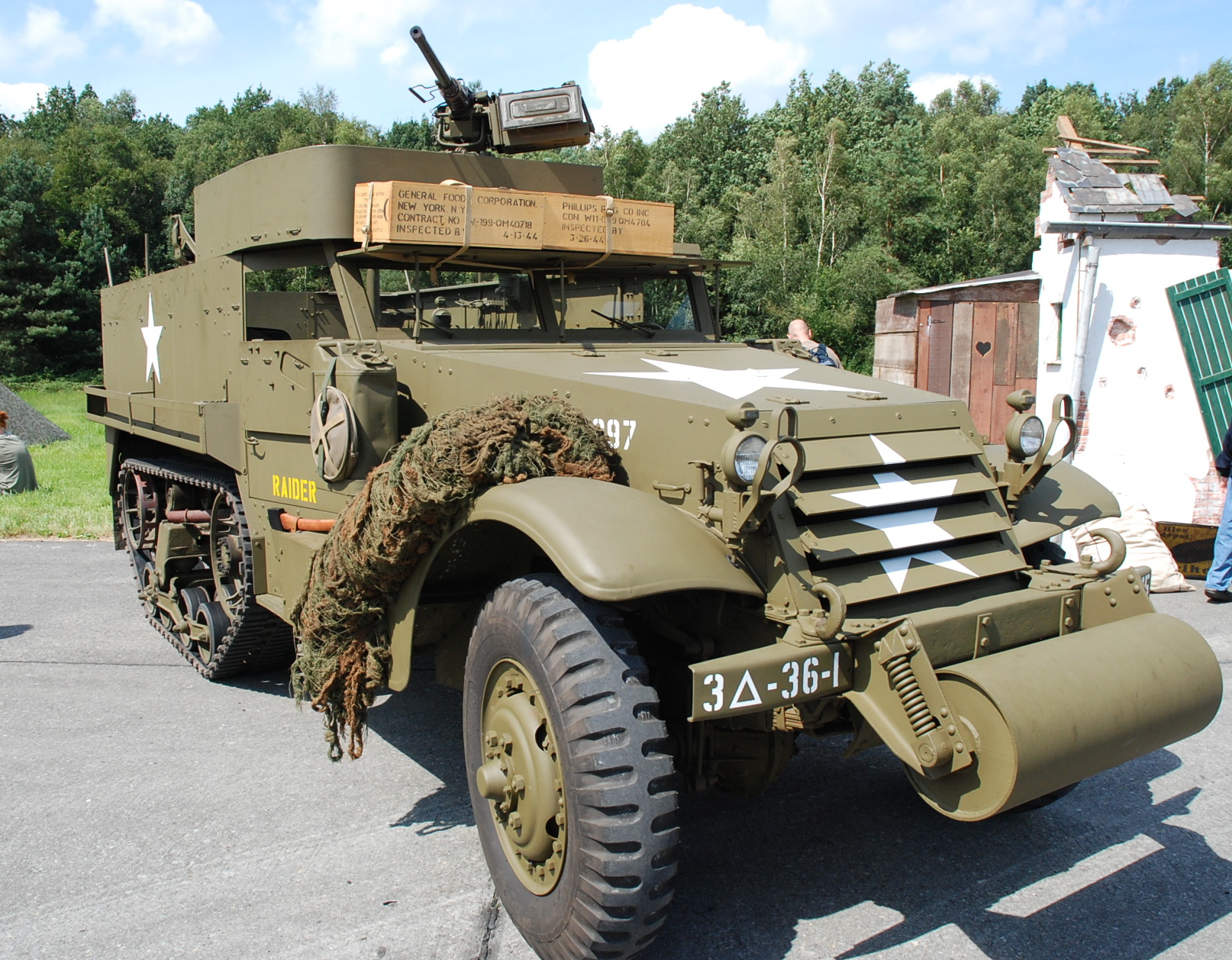
Un M3 expuesto en Ursel (noroeste de Gante), Bélgica.

Los bastidores ubicados bajo los asientos eran utilizados por la tropa para almacenar municiones y raciones. Bastidores adicionales detrás de los respaldos de los asientos permitían colocar los fusiles del pelotón y otros pertrechos. Sin embargo, en combate, muchas unidades encontraban necesario guardar los alimentos adicionales, mochilas y demás suministros en el exterior del vehículo, para lo cual se adicionaban a menudo soportes de equipaje, y posteriormente, se instalarían bastidores traseros para el equipamiento de la tripulación.
Inicialmente los vehículos tenían un afuste justo detrás de los asientos delanteros, que montaba una ametralladora Browning M2 calibre 12,7 mm (.50). Los últimos M3A1 adoptaron afustes elevados para las ametralladoras calibre 12,7 mm, y calibre 7,62 mm (.30) que podían utilizarse desde soportes a los lados de la cabina de pasajeros. Muchos M3 fueron posteriormente modificados al estándar M3A1. El cuerpo del vehículo se encontraba blindado por sus cuatro costados. Asimismo, poseía un obturador ajustable para el radiador del motor a prueba de balas, al igual que el parabrisas.

## Desarrollo y producción
Durante el periodo de entreguerras, el Ejército de los Estados Unidos buscó mejorar la movilidad táctica de sus fuerzas. Con el objetivo de encontrar un vehículo de infantería de gran movilidad, el Departamento de Artillería evaluó el diseño semioruga de los vehículos franceses Citroën-Kégresse. La White Motor Company produjo un prototipo de semioruga utilizando su propio chasis y el cuerpo de un M3 Scout Car.
En el diseño se usó la mayor cantidad de componentes comerciales posibles para mejorar la fiabilidad y asegurar la tasa de producción. En 1940 fue estandarizado y construido por las compañías Autocar Company, Diamond T Motor Company y la White Motor Company. Se ofrecía con la opción de motores White 160AX o IHC Red Diamond 450. Asimismo, el M3 poseía una transmisión con cuatro marchas hacia adelante y una hacia atrás, así como una caja de transferencia de dos velocidades; suspensión delantera de ballesta; freno hidráulico de vacío; y sistema eléctrico de 12 voltios.
El M3 era más grande y más largo que su contraparte el Semioruga M2. El M2 fue pensado originalmente para servir como tractor de artillería. El M3 tenía una sola puerta de acceso en la parte posterior y asientos para un pelotón de 12 hombres armados. Cinco asientos estaban dispuestos a cada lado en la parte trasera del vehículo y tres puestos en el interior de la cabina.
La producción total del M3 llegó a casi los 41 000 vehículos. Para suministrar a las naciones Aliadas, la International Harvester Company produjo varios millares de unidades de un vehículo muy similar, el Semioruga M5 conforme con la Ley de Préstamo y Arriendo.

## Historia
Aunque originalmente estaban destinados a los regimientos de infantería blindada, tuvieron que entrar en operación cuando los japoneses atacaron Filipinas, junto al Grupo Provisional de Tanques. Surgieron múltiples quejas debido a diversas fallas mecánicas, que fueron poco después rectificadas por el Departamento de Artillería gracias a los constantes informes de radio provenientes de Filipinas. El primer uso del M3 en el papel para el cual fue fabricado, se produjo durante la Operación Torch: Cada división blindada poseía 433 M2 o M3, 200 en los regimientos blindados y 233 en el regimiento de infantería blindada.
Los semiorugas fueron inicialmente muy impopulares y bautizados por las tropas estadounidenses como las «Cajas de los Corazones Púrpura» (una referencia sombría a la condecoración del Ejército de Estados Unidos para los heridos en combate). Las principales quejas se centraron en su completa falta de protección sobre las cabezas de los ocupantes, que podían recibir la metralla de los proyectiles de artillería que estallaban en el aire. Además, el blindaje era poco efectivo contra fuego de ametralladora. Omar Bradley citó en su informe sobre los semiorugas, que eran «una invención competente y confiable. Su mala fama se debió a la falta de experiencia de nuestros soldados que lo intentaron utilizar para demasiadas cosas». En 1943, el M3 sirvió en Sicilia y el resto de Italia, recibiendo informes positivos sobre su desempeño en acción. Entró formalmente en servicio en 1944, durante la batalla de Normandía y operó en Europa hasta el fin de la guerra.

## Variantes

### Transporte blindado de personal

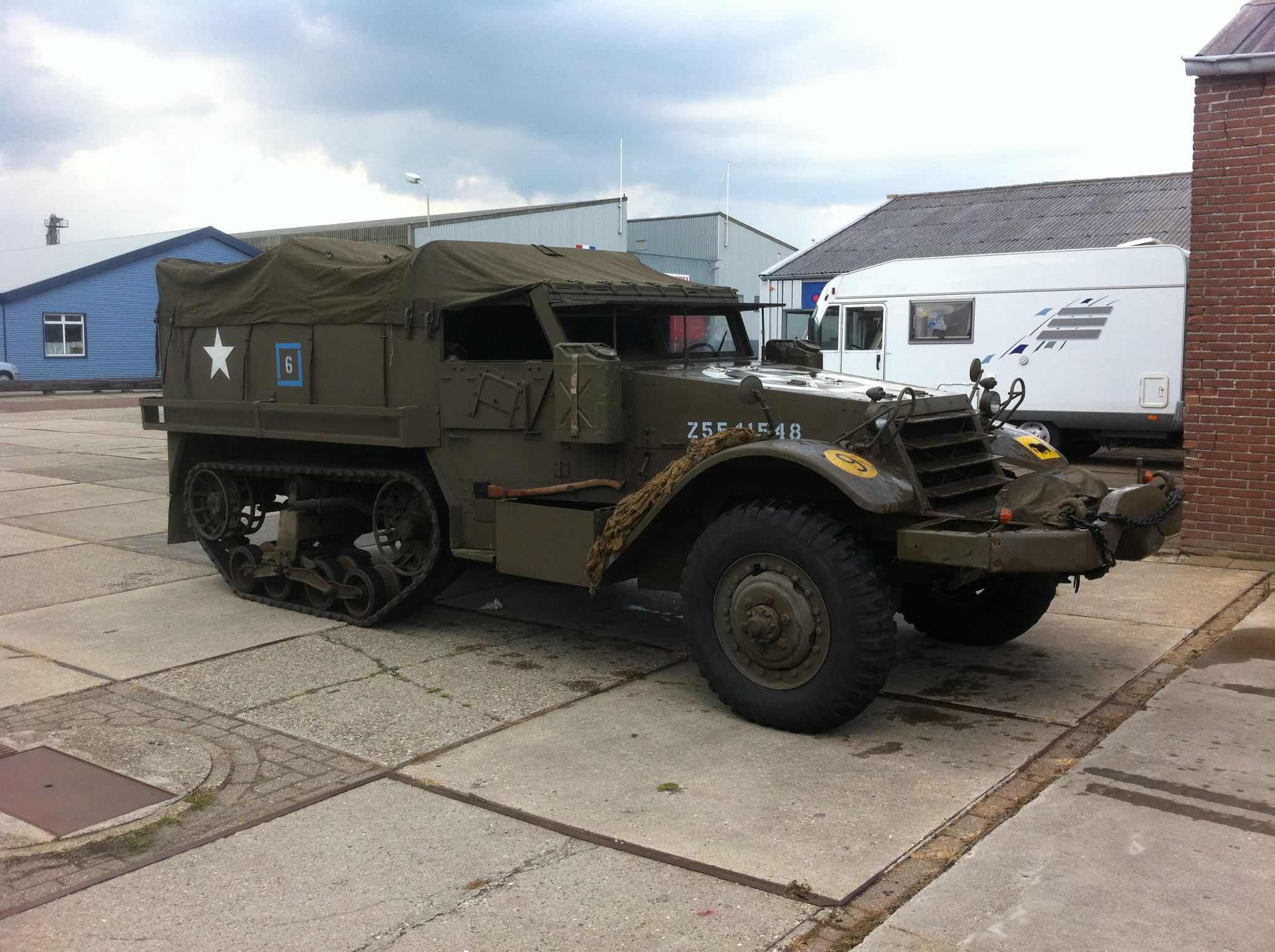
Un semioruga M5.

- M3. Semioruga con motor White 160AX de 6330 cc. Equipado con una ametralladora Browning M2HB , y en algunos casos, con una ametralladora antiaérea M32 montada en un pedestal.[2]
  - M3A1. M3 con una ametralladora M49 mejorada montada en una torreta ubicada sobre el asiento derecho de la cabina. Entre 1942 y 1943, todos los semiorugas M3 (M3 y M3A1) fueron continuamente actualizados y mejorados.[2]
  - T29/M3A2. Desarrollado en 1943 para combinar las características del M2 y del M3, transformándolos en un único vehículo. Llegó un momento en que la necesidad de semiorugas adicionales resultó no ser tan imperiosa como se había proyectado inicialmente, por lo que este vehículo no llegó a ser producido.[2]

- M3E2/Semioruga M5. Producido por la compañía International Harvester. Externamente era idéntico al M3, pero disponía de un motor IHC RED-450-B de 7400 cc. con diferentes sistemas de transmisión, de combustible y eléctrico. De hecho, sólo el chasis, orugas, ruedas, caja de transferencia, ametralladora, entre otros, eran intercambiables. El M5 era más pesado que el M3, debido en parte a un mayor blindaje. El blindaje de su carrocería estaba soldado en lugar de remachado. El M5 se destinó principalmente para préstamo y arriendo, a Gran Bretaña, Canadá, Francia y la Unión Soviética.[2]
  - M5A1. M5 que incluía una ametralladora M49. Podía llevar una sola ametralladoras calibre 12,7 mm (.50) y dos calibre 7,62 mm.[10] Los modelos IHC tenían una velocidad máxima ligeramente inferior (68 km/h) y también una autonomía menor (201 km).[2]
  - T31/M5A2. Similar en principio al M3A2. Fue desarrollado por el Departamento de Artillería estadounidense al combinar la producción del M5 y M9 en un solo modelo. Al igual que con el M3A2, no hubo la necesidad de producirlo en masa.[11]
  - Semioruga M9. Mismo chasis que el M5, con bastidores dispuestos como en el vehículo Semioruga M2. Con acceso a radios desde el interior y puertas traseras.[10]
  - M9A1. Igual que el M9, con montaje en forma de anillo y tres pivotes MG.[10]

### Cañones autopropulsados

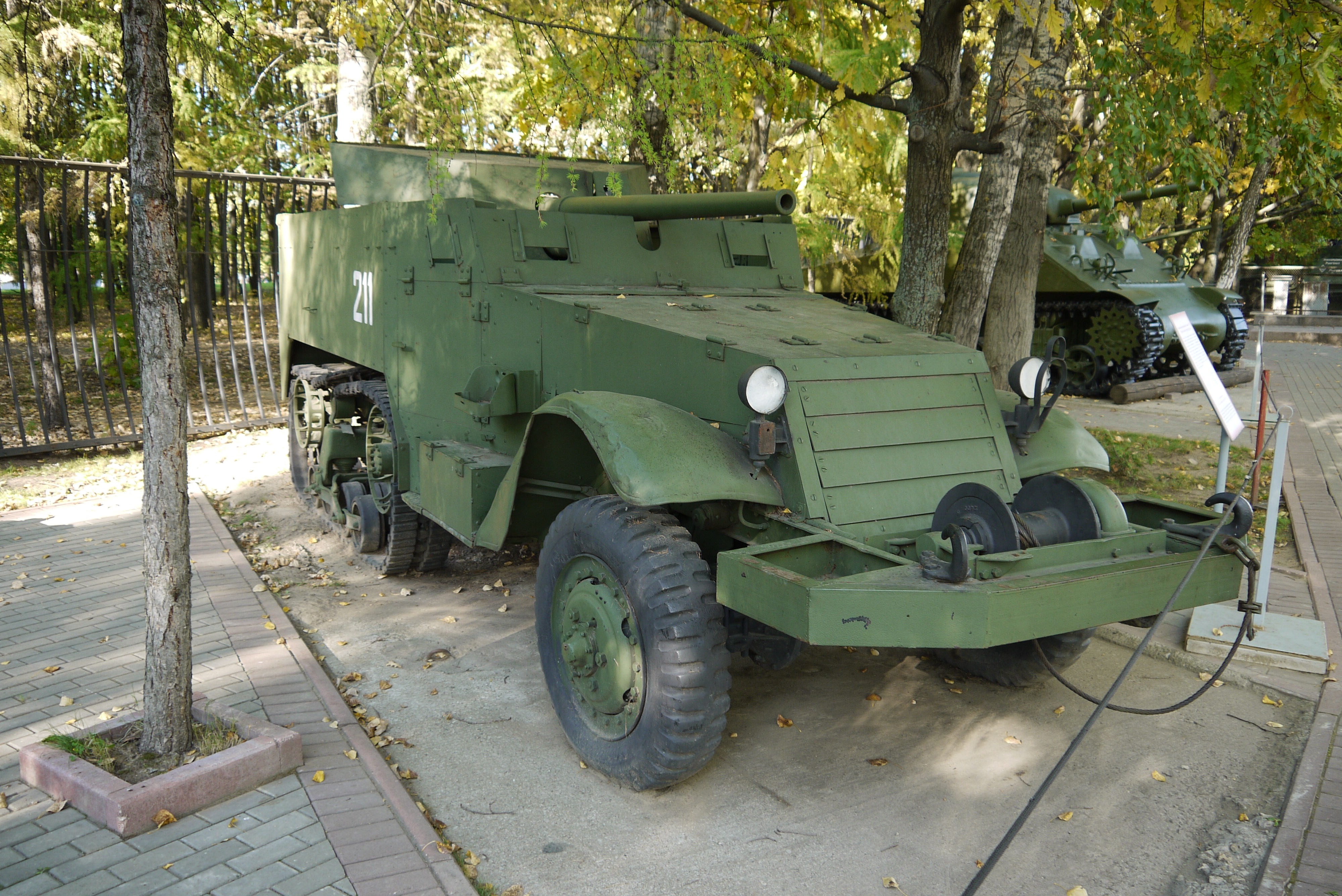
Un T48 57 mm GMC / SU-57 en el Museo de la Gran Guerra Patriótica, Moscú.

- T12/M3 75 mm GMC. Artillería autopropulsada consistente en un M3 armado con un cañón M1897A5 de 75 mm. Estos vehículos fueron equipados con afuste M2A3 y escudo.[12]
  - M3A1 75 mm GMC. El afuste M2A2 fue sustituido por el M2A3, hasta que se agotaron las existencias. Posteriores variantes ofrecieron un escudo especialmente diseñado para el cañón.[12]

- T19 105 mm HMC. Obús autopropulsado basado en el vehículo M3 y equipado con el obús M2A1 de 105 mm (8 proyectiles).[13]

- T19/M21 81 mm MMC. Mortero autopropulsado. Un M3 equipado con el mortero M1 de 81 mm. Estaban diseñados para permitir disparar el mortero desde el interior del vehículo.[14]

- T21. Mortero autopropulsado. Un M3 que transportaba un mortero M2 de 4,2 pulgadas, el cual disparaba hacia atrás. Nunca llegó a ser adoptado.[15]
  - T21E1. El mismo T21, salvo que podía disparar hacia adelante.[15]

- T30 75 mm HMC. Obús autopropulsado basado en el M3. Estaba equipado con un obús M116 de 75 mm en un afuste de caja simple (60 proyectiles). Fue utilizado por el Ejército de los Estados Unidos y el Ejército de la Francia Libre, llegando a usarse más tarde en Indochina.[13]

- T38 105 mm HMC. De características similares al T19 105 mm HMC, fue cancelado debido al éxito de esta variante.[16]

- T48. Artillería autopropulsada. Un M3 equipado con el cañón M1 57 mm. Fue una copia estadounidense del cañón antitanque QF de 6 libras británico. Se produjeron un total de 962 unidades durante la guerra, de los cuales, 60 se suministraron como préstamo y arriendo a Gran Bretaña, y 650 a la Unión Soviética, en donde se denominaron SU-57. 31 terminaron siendo convertidos en M3A1, mientras que uno entró en servicio en el Ejército de los Estados Unidos.[17][18]

### Artillería antiaérea autopropulsada

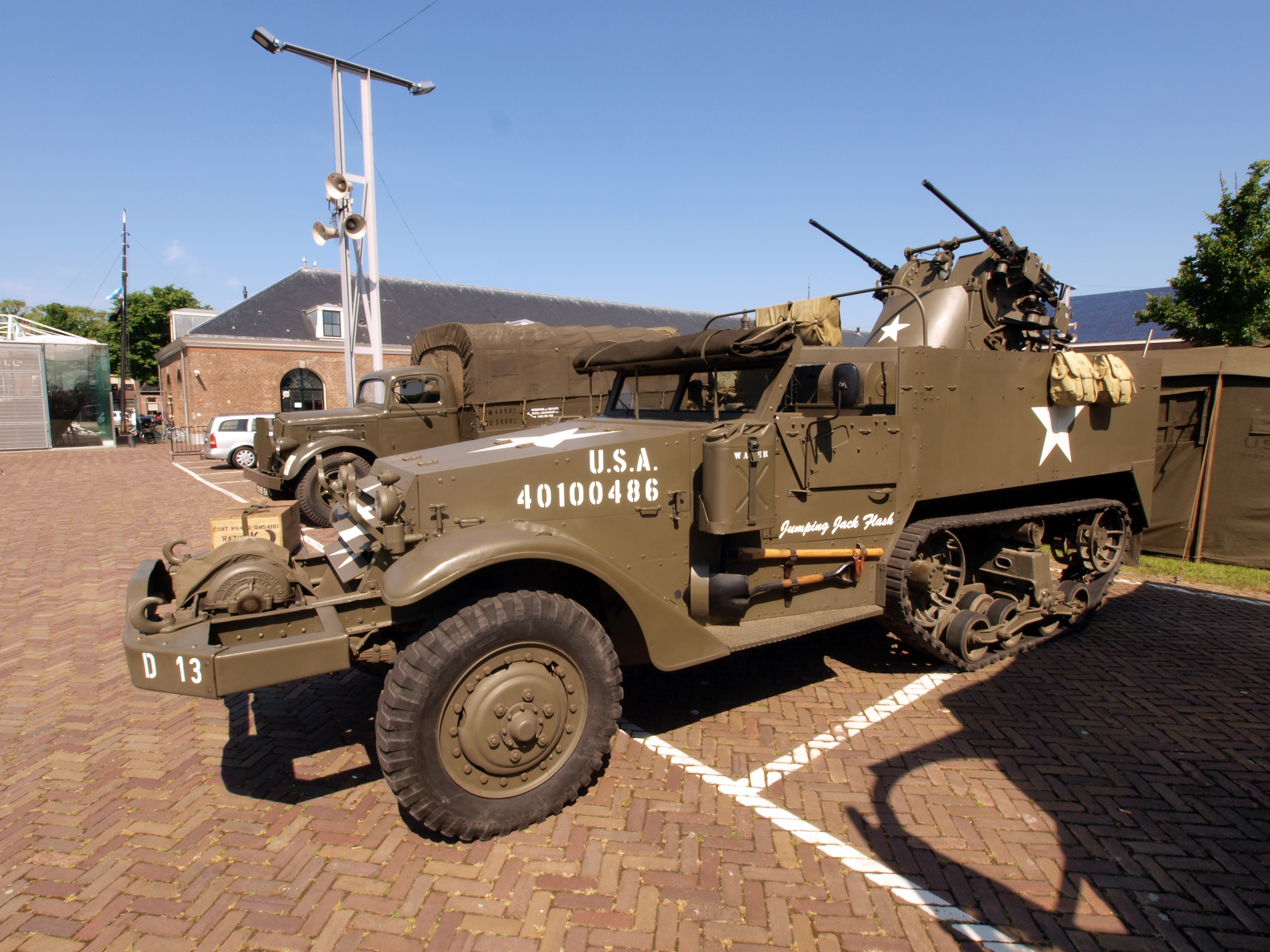
Semioruga M13 restaurado en un museo en Den Helder.

- T1E4/Semioruga M13. Artillería antiaérea basada en el vehículo M3, con un afuste Maxson M33 con dos ametralladoras M2HB (5.000 balas). A los prototipos T1E4 se les habían eliminado los costados del casco, para poder trabajar fácilmente con el afuste. Este modelo fue un desarrollo de los anteriores T1, que estaban basados en el M2 Semioruga.[19]
  - Semioruga M14. Variante del M13 MGMC, pero basado en el chasis del M5. Fueron entregados en calidad de préstamo y arriendo a Gran Bretaña.[19]

- Semioruga M16. Similar en diseño al semirouga M13, pero equipado con el sistema antiaéreo Maxson M45D Quadmount con cuatro ametralladoras M2HB (5000 balas).[20]
  - M16A1 MGMC. Transporte de personal M3 estándar convertido en artillería autotransportada. Se le removieron los asientos posteriores y se le instaló un montaje M45 Maxson, específicamente la versión M45F, que contaba con escudos plegados en forma de "ala de murciélago" (bat wing) a ambos lados del montaje sobre las ametralladoras. Estos vehículos pueden ser fácilmente identificables por la carencia de paneles blindados plegables de casco, que sí se pueden encontrar en los M16.[20]
  - M16A2 MGMC. Variante del M16 MGMC. Es básicamente un M16A1 con la adición de una puerta trasera para el compartimiento de casco. Estos vehículos llevaban un montaje M45F en reemplazo del cuádruple M45D.[20]
  - Semioruga M17. Variante del M16 MGMC, basado en el chasis del M5. Se enviaron en calidad de préstamo y arriendo a la Unión Soviética.[20]
- T58. Al igual que el M16 y el M17, el T58 contó con el montaje cuádruple Maxon sobre una torreta especial con alimentación eléctrica. Sólo fue un prototipo.[3]
- T28E1 CGMC. Vehículo M3 equipado con un cañón automático M1A2 de 37 mm  (240 proyectiles), flanqueado por 2 ametralladoras M2WC (3400 balas). El T28 original se basó en el chasis del semioruga M2, cuya longitud era más corta.[21]
  - Semioruga M15. Variante del T28E1, equipado con una superestructura blindada sobre la torreta del montaje, para proporcionar mayor protección de la tripulación, además de ametralladoras M2HB (en lugar de las M2WC).[22]
  - M15A1 CGMC. Este vehículo reorganizó la disposición de las armas: con ametralladoras M2HB bajo el cañón automático M1A2 de 37 mm, en lugar del diseño anterior del M15.[23]

- T10E1. Variante fabricada para probar la viabilidad de la copia estadounidense del cañón Hispano-Suiza HS.404 de 20 mm en montajes Maxson modificados. Todos fueron posteriormente reconstruidos como M16. El T10 original se basó en el chasis del semioruga M2, el cual era más corto.[24]

#### Pruebas con cañón de 40mm
Se hicieron diversos intentos para instalar los cañones Bofors 40 mm L/50 sobre el chasis del M3. En la mayoría de casos, el retroceso del arma fue demasiado fuerte o el afuste excesivamente pesado, y dichos intentos fueron finalmente dejados de lado con la adopción del M19 MGMC, en el chasis del tanque ligero M24 Chaffee.
- T54/E1. Prototipo probado en 1942. El afuste demostró ser demasiado inestable cuando se disparaba.[25]
- T59. Prototipo desarrollado a partir del T54/E1. A pesar de habérsele añadido estabilizadores, el vehículo continuó siendo bastante inestable para su uso antiaéreo.[25]
  - T59E1. Prototipo desarrollado a partir del T59. Se le dotó de un sistema de control de tiro T17.[25]
- T60/E1. Prototipo similar al T54 y al T59, pero con dos ametralladoras M2 de calibre 12,7 mm flanqueando al cañón de 40 mm. Contó asimismo con una configuración de blindaje similar a la del T54E1. Sufrió los mismos problemas de estabilidad de los modelos anteriores.[26]
- T68. Prototipo que contó con dos cañones de 40 mm, uno montado en la parte superior del otro, además de un estabilizador en la parte superior de ambas piezas. La fuerza de retroceso resultó ser excesiva para el montaje, y la idea fue finalmente abandonada.[26]
- M15 "Special". Se realizaron conversiones a los vehículos M3, en los depósitos del Ejército de Estados Unidos ubicados en Australia, a los que se les agregó un cañón Bofors 40 mm L/50. Se utilizaban más como apoyo de fuego directo, que para fines antiaéreos.[22]
- M34. Igual que el M15 "Special", equipado del cañón Bofors de 40 mm. Los M34 han servido en al menos dos batallones antiaéreos (el 26.º y 140.º) durante la guerra de Corea.[27]

### Variantes israelíes de posguerra

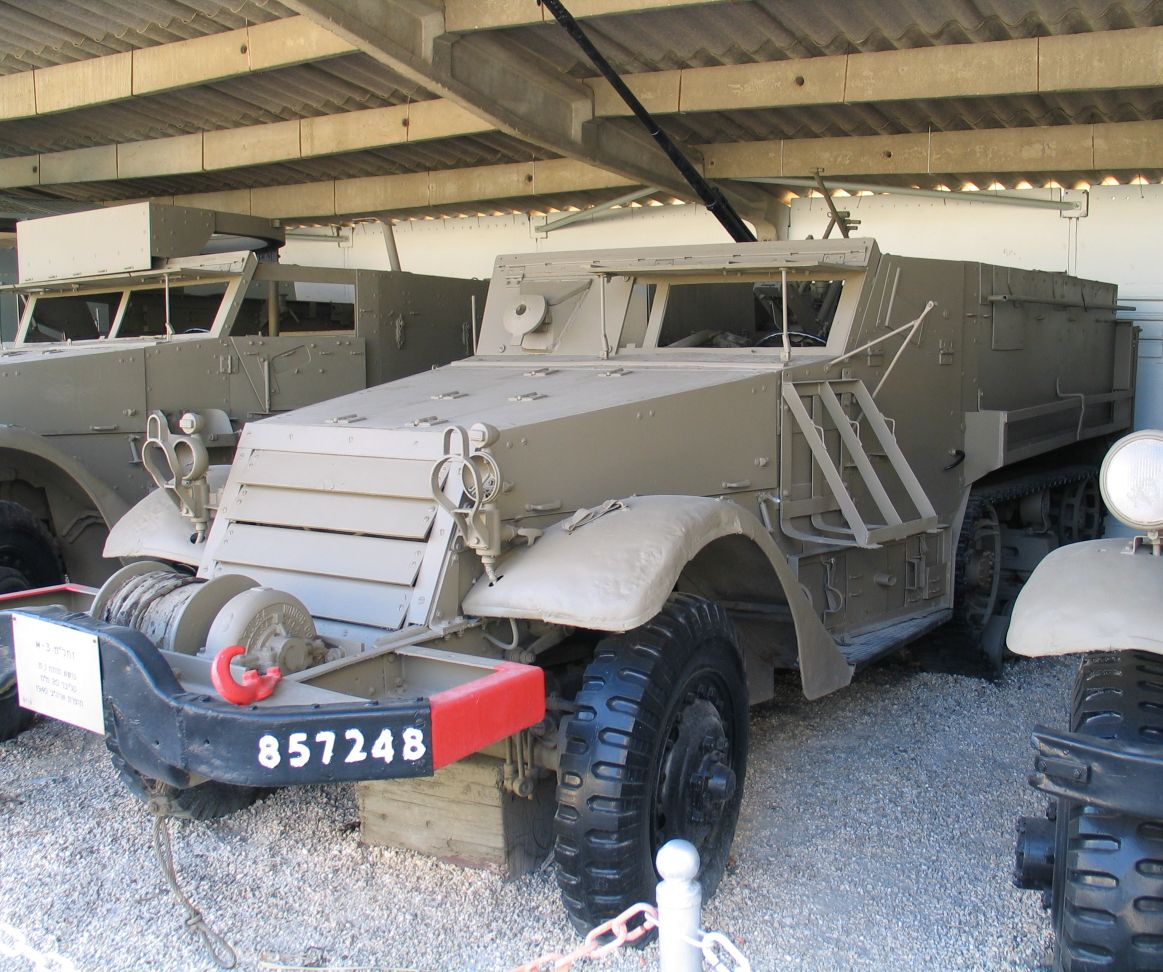
Un semioruga M3 israelí modificado, armado con un cañón de 20 mm

- M3 Mk. A. Transporte blindado de personal M5. Semioruga israelí conocido como Zachlam זחל"ם en hebreo. Se utilizó con una gran variedad de ametralladoras.[28]
- M3 Mk. B. Un M5 convertido en portatropa con radios adicionales. Contaba con ametralladoras M2HB.[28]
- M3 Mk. C. Era esencialmente un M21 MMC. Un semioruga M3 con motor White 160AX, y armado con un mortero M1 de 81  mm.[28]
- M3 Mk. D. Otro portamortero basado en un M3. Estaba equipado con el mortero Soltam M-65 de 120 mm. Entró en servicio en 1960.[28]
- M3 TCM-20. Vehículos semiorugas M3 y M5 equipados con la torreta israelí TCM-20 con dos cañones de 20 mm Hispano-Suiza HS.404 instalados en las antiguas torretas Maxson. Demostró ser muy eficaz en combate acompañando a los equipos de misiles antitanque, sus cañones podían servir como fuego de cobertura y el resto del equipo podría utilizar sus misiles con eficacia.[29]

## Antiguos operadores
- Alemania nazi - Heer de la Alemania nazi[13]
- República Democrática Alemana - Fuerzas Terrestres del Ejército Popular Nacional de Alemania Oriental[3]
- Argentina[30]
- Australia[30]
- Bélgica - Ejército belga[31]
- Brasil - Ejército de Brasil[3]
- Camboya[30]
- Canadá - Ejército canadiense[32]
- Checoslovaquia - Fuerzas Armadas de Checoslovaquia[31]
- Colombia - Ejército de Colombia[31]
- Chile - Ejército de Chile[31]
- Corea del Sur[30]
- Costa Rica[30]
- Dinamarca - Ejército danés[3]
- España[30]
- Estados Unidos - Ejército de Estados Unidos[5]
- Filipinas - Ejército y Policía filipinos[31]
- Francia - Ejército francés[31]
- Grecia - Ejército Griego[31]
- Israel - Fuerzas de defensa israelíes[33]
- Italia - Ejército italiano[31]
- India - Ejército de la India[31]
- Japón - Ejército japonés[3]
- Laos[30]
- Líbano[30]
- Mali[34]
- México - Ejército de México[31]
- Nueva Zelanda[31]
- Noruega[31]
- Países Bajos[30]
- Pakistán[3]
- Perú - 100 unidades Ejército del Perú[30]
- Portugal - Ejército portugués[31]
- Polonia[31]
- Reino Unido  - Ejército británico[31]
- República de China - Ejército Revolucionario Nacional[31]
- República Dominicana  - Ejército Dominicano[30] Posee unas 7 Unidades de M3A1 en Servicio desde los Años 40's hasta la Actualidad
- Turquía - Ejército de Turquía[3]
- Unión Soviética - Ejército soviético[31]
- Yugoslavia - Ejército Popular Yugoslavo[1]